# Wallace Fox
Wallace Fox (n. 9 martie 1895 – d. 30 iunie 1958) a fost un regizor american. A regizat 84 de filme în perioada 1927 -  1953.

## Biografie
S-a născut la Purcell, Oklahoma și a decedat în Hollywood, California.

## Filmografie (selecție)
- The Ridin' Renegade (1928)
- Bowery Blitzkrieg (1941)
- The Corpse Vanishes (1942)
- Let's Get Tough! (1942)
- Bowery at Midnight (1942)
- 'Neath Brooklyn Bridge (1942)
- The Girl from Monterrey (1943)
- The Great Mike (1944)
- Career Girl (1944)
- Brenda Starr, Reporter (1945)
- Docks of New York (1945)
- Mr. Muggs Rides Again (1945)
- Pillow of Death (1945)
- The Vigilante (1947)
- Jack Armstrong (1947)
- The Gay Amigo (1949)